# Richard Scorer
Richard Segar Scorer (1919-2011) est un météorologue britannique de réputation internationale. Il fut un grand contributeur à la théorie sur les  ondes de montagne. Ses nombreux textes sur le sujet font autorité, particulièrement ceux à propos de la formation des ondes piégées. L'équation de Scorer est d'une grande utilité pour la météorologie et l'aviation. Il a fait avancer grandement les connaissances en météorologie. Il a également travaillé sur la physique des nuages avec l’incontournable Harry Wexler (l’un des pères des premiers programmes de satellites et de modélisation numérique en météorologie), et ses échanges avec la météorologue américaine Joanne Simpson ont permis de mieux comprendre la formation des cumulus. Il a aussi été le prévisionniste de l'équipe anglaise de vol à voile.

## Biographie
Richard Scorer est né à Lincoln, dans le comté de Lincolnshire, en Angleterre, en 1919. Dès sa jeunesse, il a démontré de grandes aptitudes pour les mathématiques et gagné une bourse pour l'université de Cambridge, où il a effectué ses études de premier cycle. En 1941, en pleine Seconde Guerre mondiale, il rejoignit le Met Office britannique en tant que prévisionniste junior, d'abord pour le Bomber Command et le Commandement des approvisionnements, puis il fut muté à Gibraltar pour faire la prévision météorologique pour l'Afrique du Nord.

### Chercheur
Scorer est retourné à Cambridge après la guerre pour compléter ses études de maîtrise et de doctorat avec Sir Geoffrey Taylor et George Batchelor, deux scientifiques du climat de renom. Il a ensuite rejoint le département de météorologie à l'Imperial College, où il avait travaillé avec son ami et collègue Frank Ludlam. 
En 1949, il a publié un article intitulé Théorie des ondes de montagnes où il a développé les mathématiques de ce flux d'air, en particulier les ondes piégées qui produisent des oscillations stables. De ce document a été extrait le paramètre de Scorer des ondes de gravité atmosphérique produites en aval d'une barrière montagneuse :
où N = N (z) est la fréquence de Brunt-Väisälä et U = U (z) est le profil vertical du vent horizontal, les deux quantités sont déterminées à partir d'un radiosondage atmosphérique en amont de la barrière. Lorsque {\displaystyle \ell ^{2}} est à peu près constante avec l'altitude, les conditions sont favorables pour que les ondes se propagent verticalement en aval des montagnes. Lorsque {\displaystyle \ell ^{2}} diminue fortement avec l'altitude, les ondes sont piégées dans la couche autour et sous le sommet de la montagne.
Richard Scorer a également écrit des articles avec Frank Ludlam sur le cycle de vie des cumulus. Leurs vues entraient en conflit avec celles de l'américaine Joanne Simpson. Scorer entreprit alors un échange épistolaire avec elle et la rencontra en 1954, afin de contribuer ensemble à l'avancement des connaissances dans ce domaine.
Scorer a poursuivi au département de mathématiques où il est devenu professeur de mécanique théorique en 1962, et il y a joué un rôle important dans la croissance des groupes de mathématiques appliquées du département.
Scorer a aussi établi le groupe de recherche sur la pollution de l'air à l'Imperial College, le premier au Royaume-Uni à être consacré exclusivement à ce domaine d'études. Il avait fait partie du Conseil national pour la qualité de l'air et a joué un rôle important dans la rédaction de la législation britannique à ce sujet. 
Scorer a aussi joué le rôle d’expert dans le cadre d'une étude britannique sur les impacts environnementaux du Concorde. Comme les autres avions supersoniques à partir de 1970, le Concorde était notamment suspecté de détruire la couche d’ozone. Scorer a été l’un des plus virulents pourfendeurs de la théorie de la destruction anthropique de la couche d’ozone dans les années 1970, avant de se ranger derrière les conclusions des experts dominants de l’ozone à la fin des années 1980, lorsqu’ils ont établi empiriquement que les concentrations d’ozone stratosphérique baissaient au-dessus de l’Antarctique.

### Politicien et polémiste
Lors des élections au parlement britannique de 1970 et à celles de 1979, Scorer se présenta comme candidat du Parti travailliste pour le comté d'Esher mais fut battu les deux fois. Il fut conseiller municipal (‘alderman’) du ‘London Borough’ de Merton de 1970 à 1977, et élu curateur (‘conservator’) des Wimbledon and Putnay Commons pendant quatre ans (1976-1979). Il est l’auteur d’un rapport qui plaide en faveur de politiques de qualité de l’air et de conservation de l’environnement plus ambitieuses au Royaume-Uni (1972), ainsi que d’un pamphlet intitulé the Clever Moron (1977). Dans cet ouvrage qui résonne souvent avec Small is beautiful d’Ernst Friedrich Schumacher (1973), il pourfend un modèle politique, centralisateur et enfermé dans une logique de croissance économique galopante, qui tend à s'imposer à l'échelle mondiale.

### Vie privée
Richard Scorer s'est marié en premières noces avec Joan, qu'il avait rencontrée à Cambridge, et ils ont eu trois filles : Béatrice, Margaret et Valérie. Joan est décédée du cancer en 1964 et il s'est remarié plus tard avec Margaret avec qui il a eu deux fils, Jason et Richard, et une fille, Joséphine. Scorer et son épouse ont également hébergé deux enfants de l'assistance sociale durant les années 1970.

## Notoriété et prix
Richard Scorer fut élu à la Royal Meteorological Society en décembre 1949 et en fut président de 1986 à 1988. Il est devenu Fellow honoraire de la Société en 1992, la plus haute forme de reconnaissance de la société envers une contribution exceptionnelle en météorologie.